# أوسكار نيلسون إسحاق
أوسكار نيلسون إسحاق (بالإنجليزية: Wilfrid Nelson Isaac)‏ هو فنان نيوزيلندي وأسترالي، ولد في 30 مارس 1893، وتوفي في 15 يونيو 1972.